# (1573) Väisälä
(1573) Väisälä bzw. (1573) Vaisala ist ein Asteroid des Hauptgürtels, der am 27. Oktober 1949 vom belgischen Astronomen Sylvain Julien Victor Arend in Ukkel entdeckt wurde.
Benannt ist der Asteroid nach dem finnischen Astronomen Yrjö Väisälä.